# Ponta do Morcego
Ponta do Morcego är en udde i Brasilien.   Den ligger i kommunen Natal och delstaten Rio Grande do Norte, i den östra delen av landet, 1 800 km nordost om huvudstaden Brasília.
Terrängen inåt land är platt. Havet är nära Ponta do Morcego åt nordost. Trakten är tätbefolkad. Närmaste större samhälle är Natal, 2,4 km sydväst om Ponta do Morcego. 